# Mariusz Konopatzki
Mariusz Konopatzki (ur. 25 marca 1996 w Sztumie) – polski koszykarz występujący na pozycjach rzucającego obrońcy lub niskiego skrzydłowego, obecnie zawodnik SKS-u Fulimpex Starogard Gdański.
Jako pierwszy zawodnik w historii polskich rozgrywek ligowych zaliczył quadruple-double. 18 lutego 2017 w meczu II ligi z TKM Włocławek zdobył 10 punktów, 12 zbiórek, 10 asyst i 10 przechwytów.
2 stycznia 2018 został zawodnikiem I-ligowego Biofarmu Basket Suchy Las Poznań. 19 lipca podpisał umowę z Legią Warszawa.
10 sierpnia 2019 dołączył do Rawlplug Sokoła Łańcut.
5 stycznia 2020 po raz kolejny w karierze został zawodnikiem Legii Warszawa. 4 stycznia 2021 opuścił klub. Jeszcze w tym samym miesiącu zawarł umowę z Miastem Szkła Krosno. 11 lipca 2021 podpisał kontrakt z Decką Pelplin. 10 sierpnia 2022 zawarł kolejną w karierze umowę z Suzuki Arką Gdynia. W grudniu 2022 wrócił do zespołu Decki Pelplin. Od sezonu 2024/25 jest zawodnikiem SKS-u Fulimpex Starogard Gdański.

## Osiągnięcia
Stan na 28 grudnia 2022, na podstawie, o ile nie zaznaczono inaczej.
Indywidualne
- Lider strzelców mistrzostw Polski juniorów (2014)

Reprezentacja
- Wicemistrz Europy U–18 dywizji B (2013)
- Uczestnik
  - mistrzostw Europy:
    - U–20 (2015 – 14. miejsce)
    - U–18 (2014 – 16. miejsce)

  - igrzysk europejskich w koszykówce 3×3 (2019 – 4. miejsce[15])